# 2003年性罪行法令
《2003年性罪行法令》（英語：Sexual Offences Act 2003）是一項英國國會法令，於2003年通過，2004年5月1日正式生效。
該法令取代了舊有的性罪行法，新法令使用了有更具體及詳盡的用語，另外亦把窺淫（Voyeurism，第67條）、插入對方身體侵犯（Assault by penetration，第2條）、讓兒童觀看性行為（Causing a child to watch a sexual act，第12條）、插入屍體（Sexual penetration of a corpse，第70條）等定為罪行。

## 重大改動
除了在1956年的法案增加第33A條外，新法令增加了關於賣淫的罪行，包括：
- 雛妓（第47－50條）；
- 透過操控性工作者賺取收入（第52及53條）；
- 性工作者販賣（第57－59條）

另外亦把舊法令的「強姦」改為：
- 某男性（A）故意地把自己的陽具插進另一人（B）的陰道、肛門或口部；
- B不同意該插入；
- A並沒有理由相信B同意

舊法律並未把插入口部定為強姦，而新法案的第75及76條也加入了可以假定「不同意」的情況。
新法令的「插入對方身體」罪行包括把任何物件插進對方的肛門或陰道。
「兒童色情」的年齡定義加入了16及17歲，但法定承諾年齡仍維持在16歲或以上。

## 外部連結
- 《2003年性罪行法令》條文（页面存档备份，存于）